# Adam Gunn (atleta)
Adam Beattie Gunn (Golspie, 24 dicembre 1872 – Buffalo, 17 agosto 1935) è stato un multiplista statunitense.

## Biografia
Originario della Scozia, ottenne la cittadinanza statunitense nel 1899. Nel 1901 e nel 1902 partecipò ai campionati statunitensi di All around (AAU All-Around championship), classificandosi primo in entrambe le edizioni.
Nel 1904 prese parte ai Giochi olimpici di Saint Louis portando a casa la medaglia d'argento nell'All around alle spalle del britannico Thomas Kiely.

## Palmarès
| Anno | Manifestazione  | Sede        | Evento     | Risultato | Prestazione | Note |
| ---- | --------------- | ----------- | ---------- | --------- | ----------- | ---- |
| 1904 | Giochi olimpici | Saint Louis | All around | Argento   | 5907 p.     |      |